# Tachornis squamata
Tachornis squamata là một loài chim trong họ Apodidae.